# Olipara jugurtha
Olipara jugurtha är en insektsart som först beskrevs av Ronald Gordon Fennah 1957.  Olipara jugurtha ingår i släktet Olipara och familjen kilstritar. Inga underarter finns listade i Catalogue of Life.